# Superessiv
Superessiv er en grammatisk kasus, der angiver position oven på et objekt. Ordet er afledt af latin superesse = være over. Det er en lokalkasus i de finsk-ugriske sprog og i nordøstkaukasiske sprog. Den svarer til et præpositionsled, især med præpositionen på.